# Muntanyes de Khun Tan

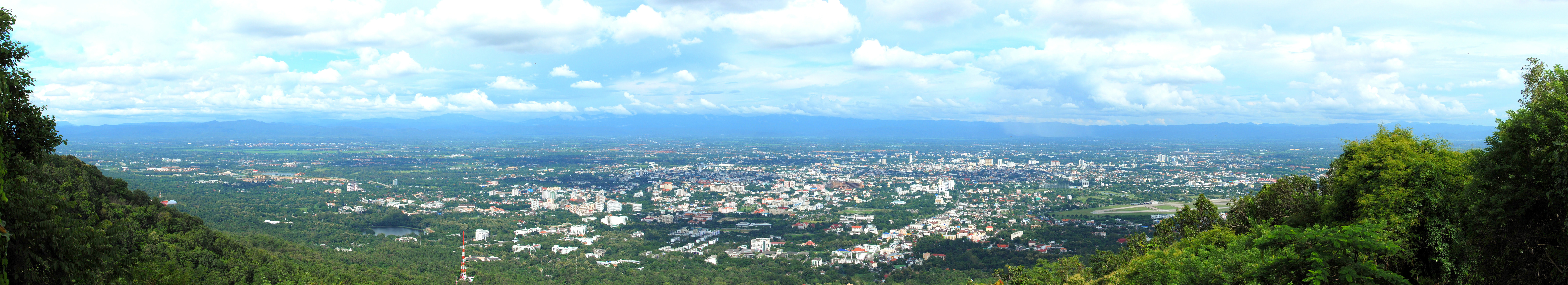
La serralada de Khun Tan alçant-se més enllà de Chiang Mai vist des de Doi Suthep a l'altre banda de la vall

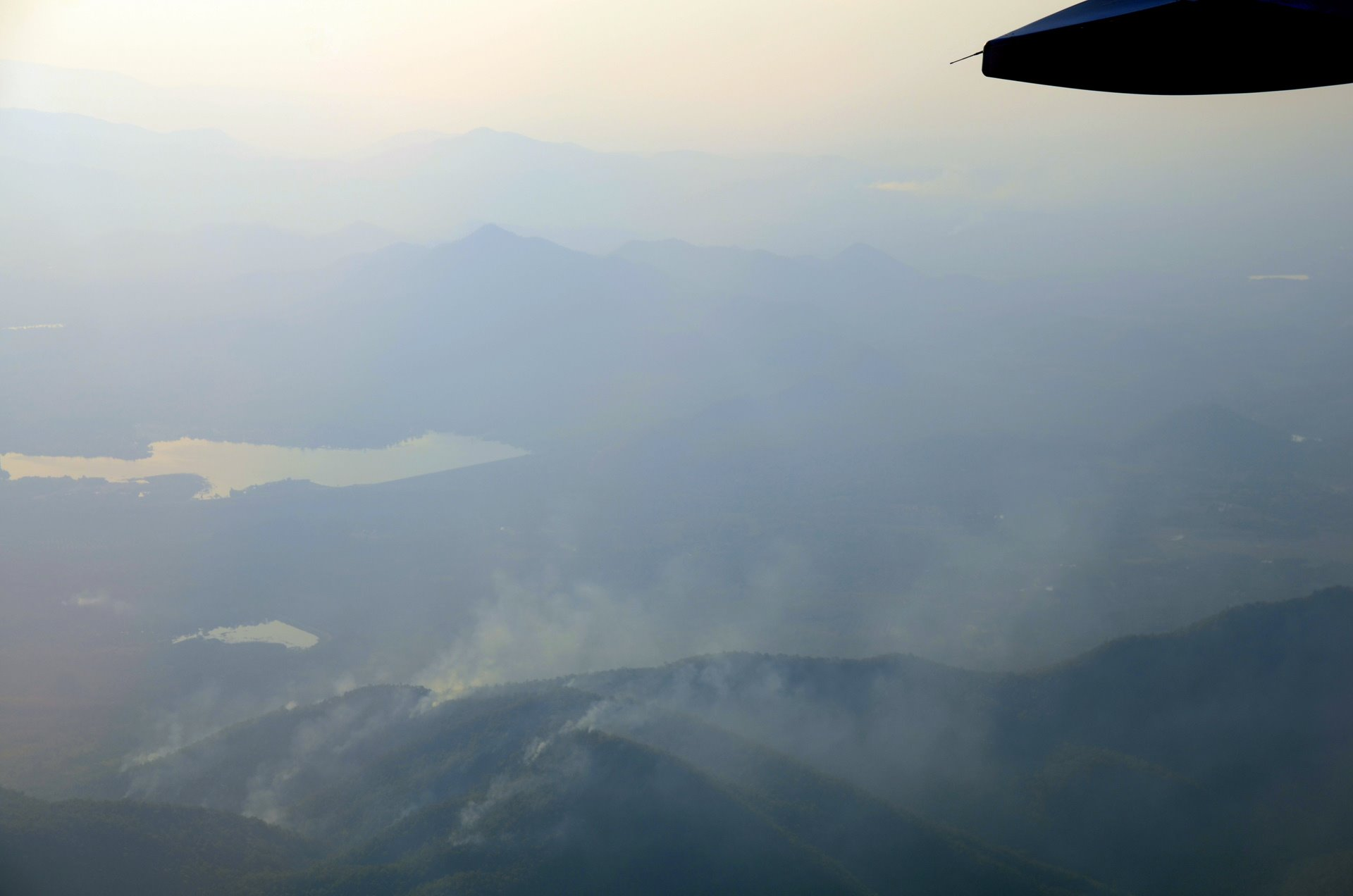
Vista aèria dels incendis intencionats anuals a les muntanyes de Khun Tan entre Lamphun i Lampang

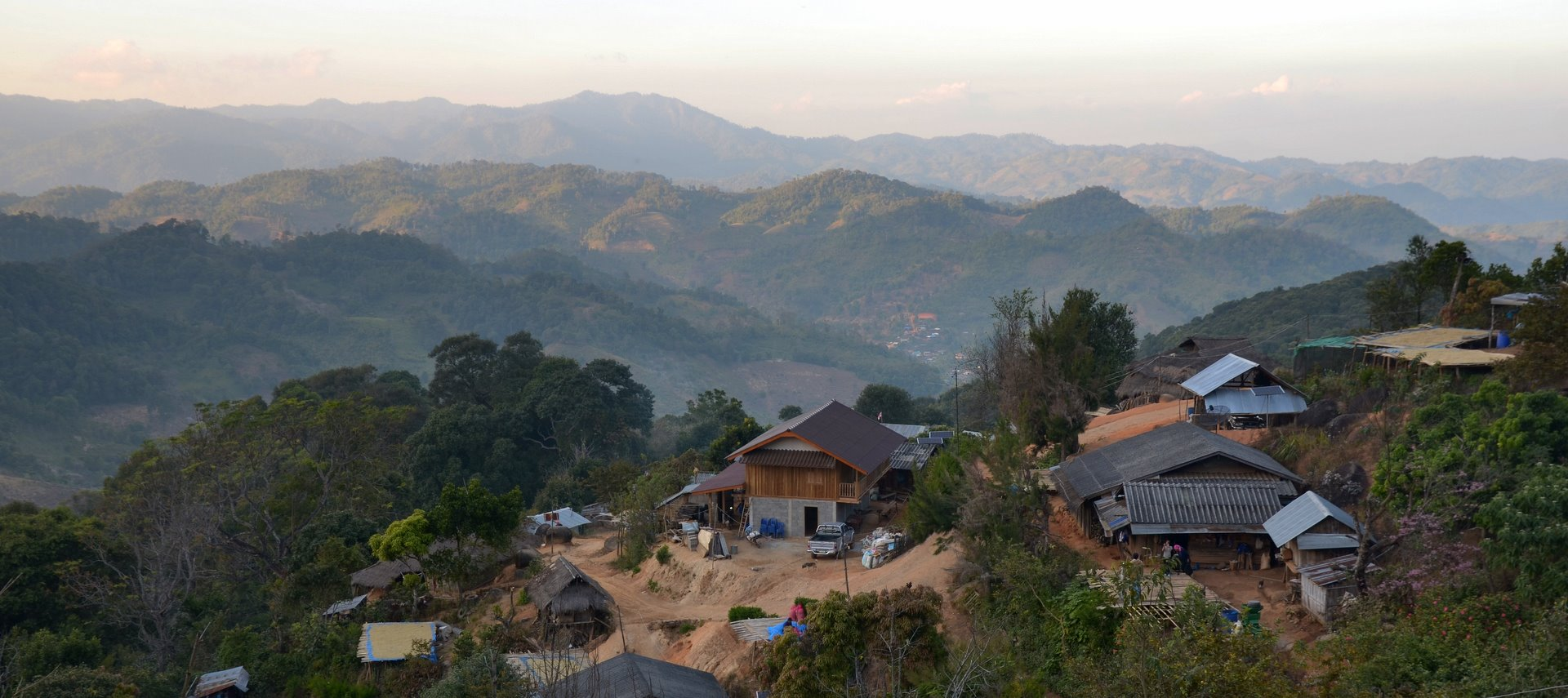
El poble dels Akha de Maejantai, que es troba en el cor de les muntanyes de Khun Tan

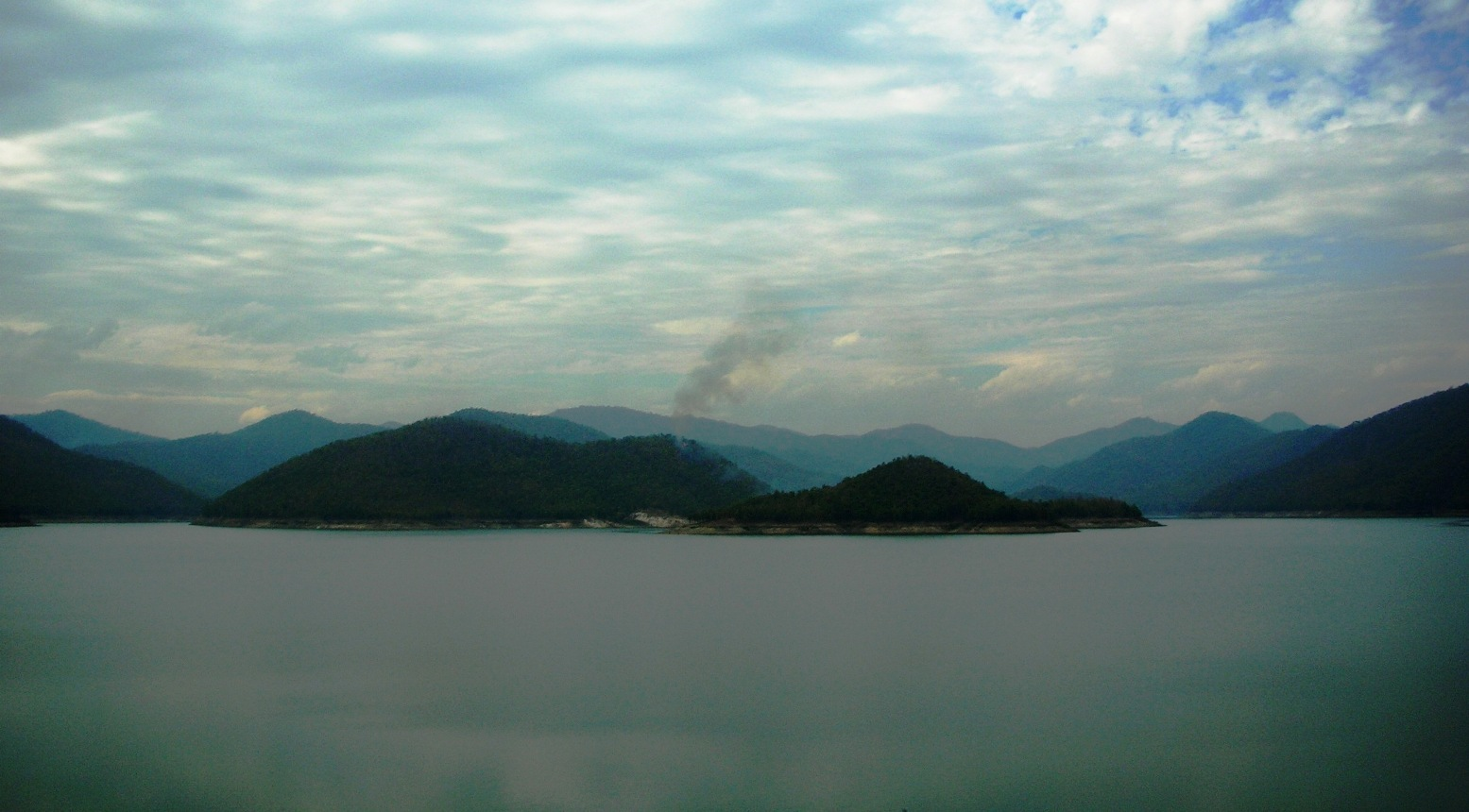
La reserva de Mae Kuang al nord-est de Chiang Mai amb les muntanyes de Khun Tan de fons i un incendi temporal

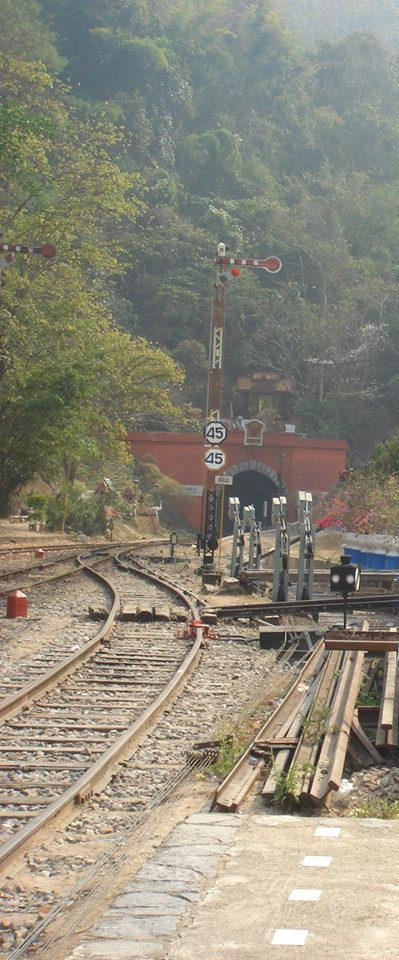
Entrada del túnel de Khun Tan. La boirina a causa del fum dels incendis és habitual durant l'època seca

Les muntanyes de Khun Tan (en tai: ทิวเขาขุนตาน o, erròniament ทิวเขาขุนตาล) són una serralada que ocupa la regió central del Nord de Tailàndia. La major part de la serralada es troba a la província de Chiang Mai, a la part oest de la província de Chiang Rai, a la de Lampang i a la de Lamphun.
La composició geològica de les muntanyes de Khun Tan és diferent de la de les muntanyes veïnes Thanon Thong Chai a l'oest i de la de les Daen Lao Range al nord. No hi ha roques precambrianes en aquesta serralada que, per tant, no forma part del sistema de muntanyes Shan. La geologia de la serralada Khun Tan és homogènia amb la de les muntanyes de Phi Pan Nam més lluny, a l'est i algunes obres escolars li donen a la serra el sobrenom de muntanyes de Phi Pan Nam de l'oest, incloent-l'al sistema de muntanyes de Phi Pan Nam.

## Geografia
Les muntanyes de Khun Tan comencen sota de la vall del riu Kok, i de la banda sud de les muntanyes de Daen Lao, al districte de Fang. S'extendeixen verticalment girant a mig camí en direcció nord-est/sud-oest entre el riu Ping i el riu Wang, fins al districte de Doi Tao. El seu pic més alt, el Doi Mae Tho (ดอยแม่โถ), fa 2031 metres i també és conegut com a Doi Langka Luang (ดอยลังกาหลวง). Altres pics són el Doi Pha Cho (ดอยผาจ้อ) de 2012 metres, el Doi Khun Tan (ดอยขุนตาน) de 1348 metres, el Doi Mon Lan de 1668 metres o el Doi Saket (ดอยสะเก็ด), de 1816 metres i també conegut com a Doi Khun On (ดอยขุนออน).
Juntament amb la part més oriental de les Muntanyes de Phi Pan Nam, que queda a l'est, aquesta serralada separa les conques sedimentàries i els altiplans de Chiang Mai i Chiang Rai. Les temperatures oscil·len entre la màxima, 33 °C a l'estació càlida (de febrer a juliol) i la mínima, de 2 °C durant l'època freda, entre novembre i gener. L'any 1955 va nevar en les zones de la serra dels districtes de Chai Prakan i Mae Suai, un fenomen molt estrany per la seva latitud malgrat l'altitud.

## Història
Històricament, la serra de Khun Tan era una barrera natural formidable entre el Regne de Lanna i la Plana Central de Siam.
El túnel de Khun Tan va ser construït el 1907 a través de la part meridional de la serralada i va contribuir a alleujar les dificultats de comunicació entre Bangkok i Chiang Mai. És el túnel ferroviari més llarg del país i la seva construcció va durar onze anys, em ser interrompuda per la detenció dels enginyers alemanys durant la Primera Guerra Mundial, quan Siam, que havia estat neutral fins al juliol de 1917, va declarar la guerra a les potències centrals. L'estació de Khun Tan, ubicada a la boca nord del túnel, és l'estació més alta de Tailàndia a 758 metres sobre el nivell del mar.
Hi ha certes comunitats de la tribu dels Hill que viuen a les muntanyes de Khun Tan, com els Yao o els Akha, que tenen poblats en la part muntanya de la zona septentrional de la serra, al districte de Phrao. Part d'aquesta gent són refugiats de les zones problemàtiques de Myanmar i algunes d'aquestes comunitats reben sovint la visita de grups organitzats de turistes.
La ruta 118 de Tailàndia entre Chiang Mai i Chiang Rai talla diagonalment la serralada de sud-oest a nord-est uns 30 km al nord-est de la ciutat de Chiang Mai.

## Ecologia
Les cotes més baixes estan cobertes amb bosc frondós tropical, mentre que als turons, el bosc perenne creix sobre el 800 m, així com en zones obagues i estretes de les valls.
Incendis extensius són provocats deliberadament per grangers locals en els boscos de muntanya de la serra de Khun Tan cada any entre febrer i abril fins al final de l'època seca. Un dels objectius d'aquesta iniciativa radical en certa manera és desencadenar el creixement del bolet Astraeus odoratus (en tai: เห็ดเผาะ; het pho) que té un preu elevat al mercat tailandès. Sovint els especuladors contracten gent per provocar incendis per reclamar escriptures de terres per les àrees que s'han convertit en "bosc degradat".
Tot i que els arbres grans no queden gaire afectats, els incendis periòdics afecten negativament la fauna de les àrees vastes de la serra. Aquests incendis anuals són la causa principal de la intensa contaminació de l'aire al nord de Tailàndia i contribueixen a les inundacions del país en despullar completament el sotabosc dels arbres. El sòl sec del bosc fan que els arbres tinguin menys aigua a extreure quan arriben les pluges.

### Fauna
Moltes espècies de mamífers se suposen desaparegudes a la serralada, ja que no han estat observats recentment a la zona, com ara l'ós del Tibet, el nycticebus, el gibó de mans blanques, el gat de Bengala o el serau. Animals que s'han vist recentment a la zona inclouen la civeta, el senglar, el muntjac, el toixó porcí, l'esquirol volador i el ratpenat.
D'entre els ocells, el Dicrurus leucophaeus, el Pericrocotus speciosus, el Culicicapa ceylonensis, l'Enicurus leschenaulti, el duc pescador de Malàisia, el serpentari comú, l'esparver shikra, el Sitta frontalis, el Silopogon asiaticus, el Psilopogon haemacephalus, el verdet alablau, l'Alcippe poioicephala i el gall de Bankiva han de ser mencionats. La serra de Khun Tan també actua de frontera natural per les espècies de l'est a l'oest de les muntanyes, com ara per al bitxac clapejat.
Els rèptils que s'hi poden trobar inclouen la víbora d'arbre verd (Trimeresurus gramineus), la cobra reial i el draco.

### Zones protegides
El Parc Nacional de Mae Ta Krai, que protegeig la font del riu On (น้ำแม่ออน), afluent del riu Ping, es troba al districte de Mae On. Altres zones protegides a la serra de Khun Tan són:
- Parc Nacional de Doi Khun Tan
- Parc Nacional de Chae Són
- Parc Nacional de Khun Chae
- Parc Nacional de Si Lanna
- Parc Nacional de Doi Wiang Pha

## Turisme
Les atraccions turístiques principals de les muntanyes de Khun Tan inclouen coves, salts d'aigua i fonts termals. El Centre de Conservació d'Elefants de Tailàndia (Thai Elephant Conservation Center en anglès) es troba al peu de la zona sud de la serra. És un institut que cuida els elefants des de 1993 sota el mecenatge de la Família Reial de Tailàndia.
El districte de Mae On, a l'est de Chiang Mai, és una destinació popular per als escaladors que desitgen escalar els penya-segats de calcària de la zona que reben el sobrenom de "Contraforts del cavall boig" a la zona.